# Польський Народний Дім у Чернівцях
Польський Народний Дім у Чернівцях — дім, збудований (перебудований) на початку XX століття спілкою «Польська Читальня», який став центром польського життя у Чернівцях і Буковині.

## Передумова появи Польського Народного Дому в Чернівцях
На час приєднання (1774) Буковини до Австрії кількість поляків у краї була незначною.
 Австрійська влада заохочувала їх переселення на Буковину, цьому ж також сприяло приєднання в 1786 році Буковини до Галичини як округи і перебування у її складі до 1849 року. Серед польських переселенців було також чимало селян, які прибули на Буковину, рятуючись від непосильної панщини. Були також і політичні біженці, переважно вихідці з Поділля.
За період із 1846 по 1910 рік кількість поляків на Буковині зросла більш ніж у 9 разів. Особливо швидко зростало польське населення в Чернівцях.
Соціальна структура буковинських поляків виявилась досить розмаїтою. Серед них була група великих землевласників, які сформували свої володіння в часи Молдавського князівства та в перші роки приєднання краю до Австрії. Частина з них мали вірменське походження, але після прийняття католицької віри вважали себе поляками. Тому в ті часи для цієї категорії населення була поширена назва вірмено-поляки. Володіючи значними земельними ресурсами і будучи одними з найбагатших у краї, великі польські землевласники мали значний вплив на політичне життя Буковини і Чернівців.
Досить швидко зростала кількість поляків серед державних службовців.
На початку XX століття серед 1846 буковинських чиновників нараховувалось 244 поляки, тобто 13,2 %. В адміністративних і поліцейських установах працювало 20 осіб, на пошті — 25, у дирекції земельного фонду — 4, в установах судочинства — 39, на залізниці — 37, у фінансових установах — 119 осіб. Серед купців та ремісників також було багато поляків.
Швидкий ріст чисельності польського населення, а також підтримка з боку сусідів-галичан сприяли швидкій політичній та національно-культурній консолідації чернівецьких (і буковинських) поляків.

## Постава польських організацій у Чернівцях

Польський Народний Дім. Поштівка початку XX ст.

Зібрання біля Польського Народного Дому. Поштівка початку XX ст.

Польські громадські організації «Польське товариство братньої допомоги» і «Польська Читальня» буди створені в Чернівцях у 1869 році. Провідниками були О. Моргенбессер, К. Каміл, І. Курніцький, А. Гостковські, А. Кохановський, Т. Мішке.
Постало питання про побудову (купівлю) для громадських організацій власного приміщення. Для вирішення цієї проблеми, з ініціативи буковинської «Газети польської» (редактор Клеменс Колаковський), розпочато акцію по збору коштів. Завдяки цим зусиллям «Польська Читальня» (польські організації виступали під цим іменем) в січні 1886 року придбала в Чернівцях по вулиці «Крайовий уряд» будинок.
Під патронатом Читальні поставали нові польські об'єднання — їм становило тісно в приміщенні Товариства. Особливо актуалізувалось це питання після заснування у 90-х роках XIX століття цілої низки нових польських організацій: Товариства академіків польських у Чернівцях «Огніско», «Буковинського польського кола» (1890), «Сокола» (1892), ремісничого товариства «Гвязда» (1897), «Польського ощадно-залікового товариства» (який ще називали «Банк польський» (1898), «Коло пань Товариства народної школи» (1898) та інших, які вже не могли розміститися у приміщенні «Польської Читальні».

## Вирішення проблеми приміщень для польських організацій
Проблему приміщень вирішили тодішній голова Читальні лікар Тадеуш Мішке і почесний керівник Апеляційного суду у Львові д-р Якуб Симонович.
Перший із них взяв на себе всю відповідальність за рішення взяти позику і виграти аукціон за приміщення по вулиці Панській (нині вулиця О. Кобилянської), а Я. Симонович заповів майно по своїй смерті чернівецькій польській Читальні.
Завдяки рішучій позиції цих активістів, вдалося 1 лютого 1902 року (за іншими джерелами 1904 року) остаточно викупити приміщення (велике за розмірами) по вул. Панській, 40. Саме ця дата й обрана днем заснування Польського Народного Дому в Чернівцях.

## Перебудова приміщення для Польського Дому
Представники польського товариства (Читальні) 2 червня 1904 року звернулися до Чернівецького магістрату з клопотанням про надання дозволу на перебудову придбаної для Польського Дому споруди та побудови в ній великої зали. Зала планувалась на ґрунті двору і саду на двох парцелях на 600 осіб і 240 посадкових місць. У документі йшлося також про те, що збудована зала служитиме не тільки товариству, але використовуватиметься для проведення театральних вечорів, концертів і вистав.
Проектом перебудови Польського Дому керував відомий архітектор Франц Сковрон.
Оздобленням великої зали займався Конрад Гурецький, представники Закопанської школи Скварницький та Герасимович виконали різьбу по дереву.
Перебудову приміщення товариства завершили в 1905 році.

## Відкриття і освячення Польського Народного Дому
На урочисте відкриття і освячення Польського Дому 2 і 3 грудня 1905 року зі Львова міською радою було відряджено шість представників.
Газета «Czernowitzer Allgemeine Zeitung» видрукувала оголошення про цю подію, в якому повідомляла, що свято розпочнеться спектаклем, музична капела 41-го піхотного полку виконуватиме твори польських композиторів, а далі буде промова президента «Товариства польської братньої помочі і читальні польської» д-ра Тадеуша Мішке, виступ змішаного хору та опера Станіслава Монюшко «Галька», святкова урочиста служба в римо-католицькій церкві.
5 грудня 1905 року відбулося освячення Польського Народного Дому, яке перетворилось на велике національне свято буковинських поляків.
Освячення будинку провів прелат Шмід.
Голова товариства Тадеуш Мішке вітав численні делегації та гостей із Буковини та Галичини, які прибули на свято: крайовий президент фон Бляйлєбен, надвірний радник Фекете, крайовий маршалок барон фон Василько, бургомістр Чернівців Райс, делегація Львівської міської ради, депутати Буковинського сейму та інших. Надійшли вітальні телеграми від єпископів Теодоровича та Більчевського, міст Кракова, Львова та інших.
Митці Львівського міського театру виконали патріотичну пісню «Варшав'янка» на слова польського поета Виспянського. У перебудованій споруді розташувались польські товариства: політичне — «Сокіл», академічне — «Огніско», Бурса польська реміснича імені Яна Килинського, Товариство польських вчителів Буковини, Товариство друзів польської сцени та інші.
Польський Дім став центром культурного життя польського населення краю і залишався ним аж до приходу радянської влади, до 1945 року.

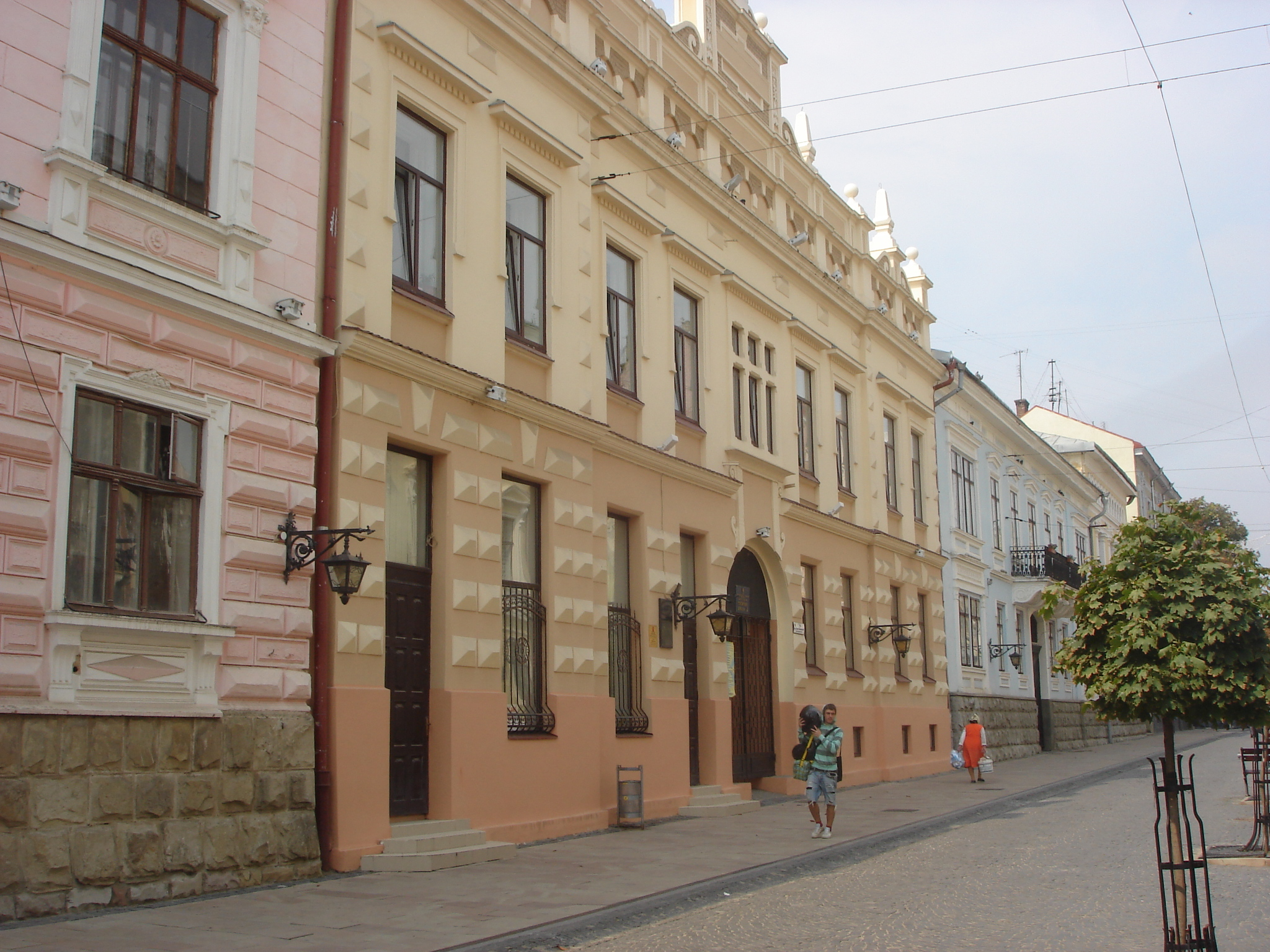
Сучасний вигляд будівлі Польського Народного Дому в Чернівцях (2011).

## Відродження Польського Дому
У радянський час приміщення використовувалося під кінотеатр, пізніше його було передано під музичну школу.
Сьогодні у цьому будинку працює Товариство польської культури імені Адама Міцкевича, якому передали в користування декілька кімнат у лівому крилі споруди. Тут, як і колись збираються мешканці міста і краю польської національності для спілкування, відзначення свят. Для молодих поляків такі зібрання є школою, оскільки тут можна прилучитися до польської культури, історії, пізнати своє коріння. При товаристві працює оркестр.
Діяльність Польського Народного Дому в Чернівцях було відроджено завдяки ініціативі чернівецького обласного Товариства польської культури імені А. Міцкевича і активній підтримці Володимира Старика.
Першим головою Правління було обрано п. Ядвігу Кучабінську, а з 1997 року — Владислава Струтинського, доцента (на той час) кафедри міжнародних відносин Чернівецького державного університету.
У жовтні 1996 року в Чернівцях відбулася урочиста посвята Дому Польського.
У 2002 році з нагоди 100-ліття Польського дому було отримано поздоровлення і Благословення Святого Отця Івана Павла II з його власноручним підписом.